# طرخشقون مفلطح اللسان
طرخشقون مفلطح اللسان (باللاتينية: Taraxacum platyglossum ) هو نوع نباتي يتبع جنس الطرخشقون من القبيلة الشيكورية.